# Winter-Paralympics 2022/Teilnehmer (Dänemark)
| stlisierte Goldmedaille | stlisierte Silbermedaille | stlisierte Bronzemedaille |
| ----------------------- | ------------------------- | ------------------------- |
| -                       | -                         | -                         |

Dänemark nahm an den Winter-Paralympics 2022 in Peking vom 4. bis 13. März 2022 teil. Es war die 12. Teilnahme in der paralympischen Geschichte des Landes an Paralympischen Winterspielen.
Als einziger Athlet ging für Dänemark Adam Nybo im Slalom an den Start, nachdem er aufgrund einer Krankheit die Eröffnungsfeier, für die er als Fahnenträger vorgesehen war, und den Wettkampf im Riesenslalom verpasst hatte.

## Teilnehmer

### Ski Alpin
| Athlet    | Klasse  | Wettbewerb      | Lauf 1  | Lauf 1 | Lauf 2          | Lauf 2          | Gesamt          | Gesamt          |
| Athlet    | Klasse  | Wettbewerb      | Zeit    | Rang   | Zeit            | Rang            | Zeit            | Rang            |
| Männer    | Männer  | Männer          | Männer  | Männer | Männer          | Männer          | Männer          | Männer          |
| --------- | ------- | --------------- | ------- | ------ | --------------- | --------------- | --------------- | --------------- |
| Adam Nybo | LW 12-1 | Slalom, sitzend | 57,63 s | 24     | disqualifiziert | disqualifiziert | disqualifiziert | disqualifiziert |